# پی‌یر کافین
پیر کافین  (به فرانسوی: Pierre Coffin) (زاده ۱ نوامبر ۱۹۶۷) انیماتور و کارگردان فرانسویست که عمدتاً بخاطر کارگردانی انیمیشن‌های مشهور من نفرت‌انگیز و من نفرت‌انگیز ۲ و من نفرت‌انگیز ۳ و صداگذاری مینیون‌ها در آن شناخته می‌شود.

## پیوندها
- شناسنامه در بانک اطلاعات اینترنتی فیلم‌ها
- وب‌گاه رسمی